# Фаннії (рід)
Фаннії — заможний плебейський рід (нобілів) у Стародавньому Римі. Входив до політичної групи Емілієв-Корнелієв. Його представники декілька разів обіймали посади консулів, займали інші римські магістратури. Когноменами роду були Страбон та Цепіон.

## Найвідоміші Фаннії
- Гай Фанній, народний трибун 184 року до н. е.
- Гай Фанній Страбон, консул 161 року до н. е.
- Гай Фанній Страбон, консул 122 року до н. е., противник Гая Гракха, історик-анналіст.
- Луцій Фанній, легат Гая Флавія Фімбрія у війні з Мітридатом VI, царем Понту, згодом перебіг до останнього й умовив укласти угоду із Серторієм.
- Гай Фанній, народний трибун 59 року до н. е.
- Фанній Цепіон, учасник заколоту проти імператора Октавіана Августа.
- Гай Фанній, письменник часів імператора Нерона.